# USS Wright (CVL-49)
USS Wright (CVL-49) byla lehká letadlová loď Námořnictva Spojených států, která působila ve službě v letech 1947–1970, přičemž v letech 1962–1963 byla přestavěna na velitelskou loď USS Wright (CC-2). Jednalo se o druhou a poslední jednotku třídy Saipan.
Byla pojmenována podle bratří Wrightů. Její stavba byla zahájena 21. srpna 1944 v loděnici New York Shipbuilding Corporation v Camdenu v New Jersey. K jejímu spuštění na vodu došlo 1. září 1945, do služby byla zařazena 9. února 1947. Jako letadlová loď byla vyřazena ze služby 15. března 1956, kdy byla přeřazena do rezerv. V roce 1959 byla překlasifikována na pomocný letadlový transport s označením AVT-7, avšak nikdy nebyla tak využívána.

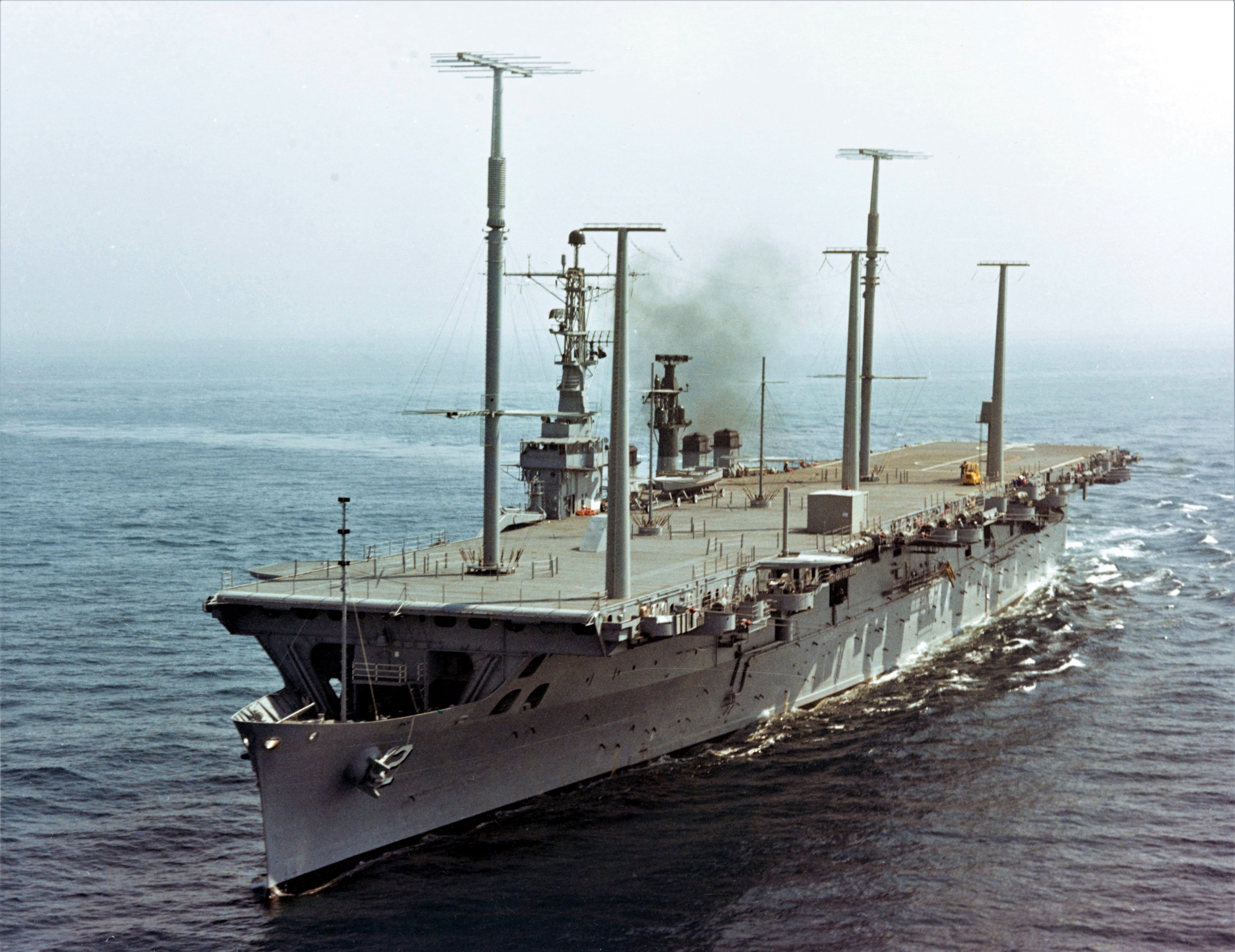
USS Wright jako velitelská loď v roce 1963

V roce 1962 byla zahájena její přestavba na velitelskou loď, která byla do služby opětovně zařazena 11. května 1963 s označením CC-2. Definitivního vyřazení se dočkala 27. května 1970, poté byla odstavena a v roce 1980 odprodána k sešrotování.